# Feria Nacional de la Mexicanidad
Según Macias Mora Bernando lo que hoy conocemos como “Feria de Nayarit” tiene su antecedente directo en 1967, año en el cual, para conmemorar el cincuentenario de la erección del Estado libre y soberano de Nayarit, se planearon  y se efectuaron varios eventos, entre ellos una fiesta popular masiva. (https://enfoquenayarit.com/la-feria-de-tepic-feria-nayarit-vision-general/
La Feria Nacional de la Mexicanidad es una feria que se lleva a cabo en la ciudad de Tepic, inició el 26 de octubre de 1989 durante el gobierno de Celso Humberto Delgado Ramírez, y se lleva a cabo año con año. Durante el gobierno de Antonio Echevarría Domínguez se llamó "Feria Nacional Tepic", pero en 2006, en el gobierno de Ney González Sánchez volvió a su nombre original e inicia con el Festival Internacional Amado Nervo, en el año 2012, en el gobierno de Roberto Sandoval Castañeda volvió a cambiar su nombre y se llamó "La Feria Nayarit". Hasta la fecha se conserva y en ella hay eventos culturares, recreativos, juegos, juegos mecánicos, restaurantes y más.

## Instalaciones
La feria se instalaba originalmente en la actual Alameda de Tepic y después su ubicación se trasladó al antiguo Aeropuerto de Tepic donde permanece.
Actualmente se remodelan las instalaciones para ofrecer al Turismo una mejor y moderna feria, donde habrá una ordenada feria con espacios organizados y mejorados de comida, comercio y juegos mecánicos; pabellones del Gobierno Estatal y Municipales, teatro al aire libre, espacios para comerciante e inversionistas nayaritas.
Espacios importantes de la feria:
- Expo Plaza La Feria (Zona vip).
- Explanada de la feria
- Foro cultural al aire libre
- Plaza de toros de la Mexicanidad
- Stands de comercio
- Stands de comida
- Zona de juegos Mecánicos
- Pabellones temáticos
- Centro de espectáculos anteriormente conocido como palenque de la feria

El lugar de la feria es una zona deportiva que se usa todo el año donde hay un macrogimnasio, pista de patinetas, polígono de tiro entre otros. Se remodeló el recinto ferial donde se incluyó un foro al aire libre, un pabellón de exposiciones y todo el suelo recubierto de concreto estampado tipo adoquin, estacionamiento, baños entre otras cosas, en la parte final de lo que se le conocía como antiguo aeropuerto se construyó la ciudad deportiva y ahí se pretende mudar las instalaciones deportivas que actualmente se encuentran en lo que ahora es el recinto ferial, para quede definido una parte de la otra.

## Actividades
La feria inicia dos semanas antes de Semana Santa, dura cuatro semanas y entre sus actividades se encuentran, algunas de ellas se incorporaron en esta feria (2008) y se incorporaran más.
1. Serial Taurino
2. Rodeo Americano
3. Juegos
4. Juegos Mecánicos
5. Conciertos y participaciones de diversos cantantes, grupos, comediantes entre otros
6. Eventos culturales masivos que forman parte del Festival Internacional Amado Nervo
7. Voladores de Papantla
8. Show de los osos de Rex Bronson
9. Circos
10. Exposición Ganadera
11. Restaurantes
12. Exposiciones Indígenas
13. Pabellones del Gobierno Estatal y Municipal
14. Pabellón de la India